# 木造住宅密集地域
木造住宅密集地域（もくぞうじゅうたくみっしゅうちいき）は、日本の都市部で木造の建築物が密集しているエリアを指し、防災上危険な市街地として対策が行われている。しばしば略され、木密地域（もくみつちいき）とも呼ぶ。

## 経緯
太平洋戦争後焼け野原となった東京都や大阪府の市街地では、復興の際都市計画道路の計画が策定されたが、それらの多くは実現せず、無秩序に復興が進み住宅地が密集して広がっていった。その後1995年に発生した阪神・淡路大震災において、木造密集地で大規模火災が発生し、甚大な被害が生じたことから木造密集地域の危険性が認識されはじめるようになった。首都直下型地震が予想される東京都では、特に木造密集地域が山手線外周部に多く、震災が発生すると壊滅的な被害になることから、対策事業に取り組むきっかけとなった。
2011年の東日本大震災によってさらに防災意識が高まり、東京都では2012年から一層の木密地域解消を目標に「不燃化10年プロジェクト」が始まった。

## 東京都の木造地域対策
国土交通省がまとめた「地震時等に著しく危険な密集市街地」では2021年時点で全国111地区中17地区が東京都内に危険な密集市街地があるとされ、2022年に東京都が公表した被害想定では木密地域の火災により2500人以上が死亡すると想定されている。
2012年から木密地域不燃化10年プロジェクトと称し、不燃化を強力に推進している。
木密解消にむけて、対策エリアに不燃化特区を指定し、市街地整備を促進している。道路の拡幅や不燃化建て替えの協力者への固定資産税・都市計画税の減免などを行っている。
東京都では戦後都市計画決定されていながらも、人口増加による市街地拡大で整備されていない都市計画道路が多数あり、延焼防止など防災上効果の高い主要な未整備の計画道路を「特定整備路線」に指定し、2020年度までの完成を目標に整備を進めた。
事業推進により、2016年には1万3000ヘクタールあったとされる木密地域が2019年には8600ヘクタールに減少している。整備地域の不燃化率は2006年時点で56.2％だったが、2018年時点では64％に上昇している。
プロジェクトは2021年に終了したが引き続き取り組む必要があるため取り組みは5年間の延長となった。
木造住宅密集地域は2025年時点で約7,100ha、その内危険度が高い地域を整備地域に指定(約6,000ha)、最も危険度が高く集中的に事業を行うべき地域が以下の重点整備地区(約3,350ha)となっている。

### 重点整備地域
2021年に地区を見直し52地区が指定されている。
- 東池袋四・五丁目地区
  - 豊島区東池袋地区。荒川線沿線に補助81号線の整備が行われている。道路に面して再開発事業も計画されている。

- 池袋本町・上池袋地区
  - 豊島区池袋本町地域。特定整備路線である補助82号線と補助73号線の整備を中心に上板橋駅周辺の整備も検討されている。

- 雑司が谷・南池袋地区
  - 豊島区雑司が谷地区。雑司ヶ谷霊園を囲むエリア。特定整備路線として補助81号線が整備されている。

- 補助26・172号線沿道地区（長崎・南長崎・千早地区
  - 豊島区長崎・南長崎の東長崎駅周辺地区にあたる。駅北口では再開発事業が予定されている。特定整備路線として補助172号・補助26号の整備が進む。

- 西新宿五丁目地区
  - 新宿区西新宿の西部において実施されている。地区の北部では3つの再開発事業が行われている。60階建て超高層マンションが建設された。

- 補助81号線沿道地区
  - 豊島区・北区にまたがる。特定整備路線の補助81号線道路整備にあわせ両側の市街地整備を図っている。

- 十条駅周辺地区
  - 北区十条駅周辺。十条駅西口では再開発事業が開始され、特定整備路線の補助83号と補助73号の沿道で整備が行われている。

- 志茂地区
  - 北区志茂周辺。特定整備路線の補助86号線の整備と主要生活道路の整備が行われている。志茂三丁目9番地区防災街区整備事業では住宅集約化が行われている。

- 赤羽西補助86号線沿道地区
  - 北区赤羽西地域。特定整備路線の補助86号線の整備にあわせ沿道住宅地の建て替えを行う。

- 荒川二・四・七丁目地区
  - 荒川区荒川地区。特定整備路線補助90号線の整備とゆいの杜あらかわの整備を行っている。

- 町屋・尾久地区
  - 荒川区町屋・西尾久地区。密集市街地内の道路拡幅に取り組んでいる。特定整備路線ではないが補助193号も整備している。

- 大谷口一丁目周辺地区
  - 板橋区大谷口地域。特定整備路線の補助26号線の沿線整備。

- 大山駅周辺西地区
  - 板橋区大山町の大山駅周辺。特定整備路線の補助26号線が中央を貫いている。大山駅の連続立体交差事業や再開発事業も同時に実施されている。

- 谷中二・三・五丁目地区
  - 台東区谷中地区。東西に防災区画道路を5路線整備する予定。

- 大塚五・六丁目地区
  - 文京区大塚地区。豊島岡墓地を囲むエリアで行われている。

- 西新井駅西口周辺地区
  - 足立区梅田・関原・西新井栄町などの西新井駅南部の地区。東西に特定整備路線の補助138号線の整備を行っている。また、防災道路の整備も行っている。

- 足立区中南部一帯地区
  - 足立区南部の別事業の西新井駅西口周辺地区を除いたエリア、北千住周辺も含む。特定整備路線は補助136号線が東西に整備予定。

- 四つ木一・二丁目地区
  - 葛飾区四つ木地区。主要生活道路の拡幅、沿線の建て替えを推進する。

- 東四つ木地区
  - 葛飾区東四つ木地区。生活道路の拡幅整備と建て替え促進事業を行っている。

- 東立石四丁目地区
  - 葛飾区東立石4丁目地区。主要生活道路4路線の拡幅整備と家屋建て替えを行っている。

- 堀切二丁目周辺及び四丁目地区
  - 葛飾区堀切地区。主要生活道路5路線の整備と建て替え事業を行っている。

- 南小岩七・八丁目周辺地区
  - 江戸川区南小岩地区。小岩駅南口周辺の再開発と区画整理、特定整備路線の補助142号線・補助143号線の沿道整備、地区内生活道路の整備を行っている。

- 松島三丁目地区
  - 江戸川区松島地区。密集地域の道路拡幅と不燃化促進を行っている。

- 平井二丁目付近地区
  - 江戸川区平井地区。特定整備路線の補助144号線の整備と建て替え支援を行っている。

- 南小岩南部・東松本付近地区
  - 江戸川区南小岩地区。特定整備路線の補助285号線の整備を中心に行っている。

- 京島周辺地区
  - 墨田区京島地区。特定整備路線の放射32号線の整備、主要生活道路の整備を行っている。曳舟駅周辺の再開発事業や京島三丁目地区防災街区整備事業も実施された。

- 鐘ヶ淵周辺地区
  - 墨田区東向島地区。特定整備路線の補助120号線の整備、主要生活道路の拡幅整備を中心に行っている。鐘ヶ淵駅周辺では再開発事業も検討されている。

- 押上二丁目地区
  - 墨田区押上二丁目地区。密集地の不燃化推進と、桜橋通り街路事業を行っている。

- 北砂三・四・五丁目地区
  - 江東区北砂三・四・五丁目において主に不燃化建て替えを推進している。

- 東中延一・二丁目、中延二・三丁目地区
  - 品川区東中延・中延地区。同潤会によって建てられた戸建て密集住宅が中延二丁目旧同潤会地区防災街区整備事業によってマンションとして共同化した。戸建ての建て替えの推進を行っている。

- 補助29号線沿道地区（品川区）
  - 品川区大崎、西大井、戸越、豊町など。特定整備路線の補助29号線の整備と沿道（両側30mの地域）の不燃化を進めている。

- 豊町四・五・六丁目、二葉三・四丁目及び西大井六丁目地区
  - 品川区豊町4～6丁目、二葉3・4丁目、西大井6丁目地区。なお中央を貫く、補助29号線沿線は除く。二葉4丁目では共同建て替えを予定している。主に建物の不燃化を促進している。

- 旗の台四丁目・中延五丁目地区
  - 品川区旗の台4丁目、中延五丁目地区。荏原町駅前地区防災街区整備事業が行われた。不燃化を促進するとともに公園整備を予定している。

- 戸越二・四・五・六丁目地区
  - 品川区戸越地区。老朽建物の建て替え促進を行っている。なお中央を貫く、補助29号線沿線は除く。地区防災道路の整備も計画している。

- 西品川二・三丁目地区
  - 品川区西品川地区。主に不燃化建て替えの促進を行っている。

- 大井五・七丁目、西大井二・三・四丁目地区
  - 品川区大井、西大井地区。不燃化促進や公園整備が予定されている。滝王子通りにおいて都市防災不燃化促進事業も行われている。なお中央を貫く、補助29号線沿線は除く。

- 放射2号線沿道地区
  - 品川区荏原、五反田地区。特定整備路線の放射2号線の整備と合わせて沿道の不燃化を行っている。

- 補助28号線沿道地区
  - 品川区大井地区。特定整備路線の補助28号線の両側30mの不燃化を行っている。

- 原町一丁目・洗足一丁目地区
  - 目黒区原町1丁目、洗足1丁目地区。特定整備路線の補助46号線の整備と沿道の不燃化を行っている。

- 目黒本町五丁目地区
  - 目黒区目黒本町地区。特定整備路線の補助46号線の整備と沿道の不燃化に取り組んでいる。

- 大森中（西糀谷、東蒲田、大森中）地区
  - 大田区西糀谷、東蒲田、大森中地区。地区防災道路の整備と不燃化が行われており、糀谷駅南口では糀谷駅前市街地第一種再開発事業が行われた。

- 羽田二・三・六丁目地区
  - 大田区羽田地区。生活道路の拡幅整備と、老朽建物の不燃化の促進を行っている。

- 補助29号線沿道地区（大田区）
  - 大田区東馬込地区。特定整備路線の補助29号線の整備（大田区内のみ）と沿道の不燃化事業を行っている。

- 太子堂・三宿地区
  - 世田谷区太子堂・三宿地区。特定整備路線の補助26号線の整備、三太通りの拡幅と不燃化を推進している。

- 区役所周辺地区
  - 世田谷区豪徳寺、梅丘、若林、世田谷、宮坂、赤堤地区。世田谷区役所周辺のエリアにおいて都市防災不燃化促進事業を行っている。また、中央部において特定整備路線の補助52号線の整備を行っている。

- 北沢三・四丁目地区
  - 世田谷区北沢地区。特定整備路線の補助26号線の整備を行っている。茶沢通りの拡幅整備、老朽建物の不燃化を推進している。

- 太子堂・若林地区
  - 世田谷区太子堂・若林地区。生活道路の整備、老朽建物の不燃化推進を行っている。

- 北沢五丁目・大原一丁目地区
  - 世田谷区北沢五丁目、大原一丁目地区。密集市街地の不燃化、生活道路整備を行っている。

- 本町二～六丁目地区
  - 渋谷区本町地区。生活道路の拡幅整備と住宅地の不燃化を実施している。

- 弥生町三丁目周辺地区
  - 中野区弥生町地区。避難道路を8本整備している。また都営川島町アパート跡地を代替地として活用し、住宅地の不燃化も推進している。

- 大和町地区
  - 中野区大和町地区。特定整備路線の補助227号線の整備を行っている。また、避難道路の整備と不燃化を実施している。

- 杉並第六小学校周辺地区
  - 杉並区阿佐谷南、高円寺南地区。優先整備道路の拡幅、住宅地の不燃化を行っている。

- 方南一丁目地区
  - 杉並区方南地区。不燃化建て替えの促進を行っている。

## 埼玉県の木造地域対策
埼玉県川口市では、危険な密集市街地に挙げられている芝富士地区と芝樋ノ爪地区において、災害時に緊急車両が走行できるよう狭隘道路の拡幅と、住宅建て替えの支援を行っている。